# Dorfprozelten
Dorfprozelten es un municipio situado en el distrito de Miltenberg, en el Estado federado de Baviera (Alemania). Tiene una población estimada, a fines de 2020, de 1744 habitantes.
Se encuentra ubicado al noroeste del Estado, en la región de Baja Franconia, cerca de la frontera con los Estados de Hesse y Baden-Wurtemberg, y de la orilla del río Meno —uno de los principales afluentes del Rin por su margen derecha—.